# Сезон чоловічої збірної України з волейболу 2025
У 2025 році чоловіча збірна України має брати участь у чемпіонаті світу і розіграші Ліги націй.

## Ліга націй
Таблиця після групового етапу:
| Місце | Збірна     |
| ----- | ---------- |
| 1     |            |
| 2     |            |
| 3     |            |
| 4     |            |
| 5     |            |
| 6     |            |
| 7     |            |
| 8     |            |
| 9     | Іран       |
| 10    | Україна    |
| 11    | Болгарія   |
| 12    | США        |
| 13    | Аргентина  |
| 14    | Канада     |
| 15    | Німеччина  |
| 16    | Сербія     |
| 17    | Туреччина  |
| 18    | Нідерланди |

### 1 тур
| Дата      | Час   |         | Рахунок |          | Сет 1 | Сет 2 | Сет 3 | Сет 4 | Сет 5 | Всього  | Звіт      |
| --------- | ----- | ------- | ------- | -------- | ----- | ----- | ----- | ----- | ----- | ------- | --------- |
| 11 червня | 14:00 | Україна | 3–0     | США      | 25–22 | 25–20 | 25–23 |       |       | 75–65   | P2 Report |
| 13 червня | 17:30 | Україна | 3–2     | Куба     | 25–22 | 20–25 | 25–20 | 17–25 | 15–12 | 102–104 | P2 Report |
| 14 червня | 10:00 | Україна | 2–3     | Бразилія | 25–19 | 25–14 | 22–25 | 23–25 | 10–15 | 105–98  | P2 Report |
| 15 червня | 13:30 | Україна | 2–3     | Іран     | 30–28 | 20–25 | 25–22 | 21–25 | 9–15  | 105–115 | P2 Report |

### 2 тур
На матчі другого туру у складі збірної відбулися три зміни. Були запрошені Ярослав Пампушко, Володимир Тевкун і Сергій Євстратов замість Євгенія Кісілюка, Юрія Синиці та Данила Уривкіна.
| Дата      | Час   |           | Рахунок |         | Сет 1 | Сет 2 | Сет 3 | Сет 4 | Сет 5 | Всього | Звіт      |
| --------- | ----- | --------- | ------- | ------- | ----- | ----- | ----- | ----- | ----- | ------ | --------- |
| 25 червня | 12:30 | Україна   | 0–3     | Франція | 23–25 | 21–25 | 17–25 |       |       | 61–75  | P2 Report |
| 26 червня | 18:30 | Туреччина | 0–3     | Україна | 11–25 | 22–25 | 21–25 |       |       | 54–75  | P2 Report |
| 27 червня | 15:00 | Україна   | 3–2     | Японія  | 24–26 | 25–17 | 25–18 | 22–25 | 15–13 | 111–99 | P2 Report |
| 29 червня | 19:00 | Болгарія  | 1–3     | Україна | 25–20 | 19–25 | 24–26 | 22–25 |       | 90–96  | P2 Report |

### 3 тур
| Дата     | Час   |         | Рахунок |            | Сет 1 | Сет 2 | Сет 3 | Сет 4 | Сет 5 | Всього  | Звіт      |
| -------- | ----- | ------- | ------- | ---------- | ----- | ----- | ----- | ----- | ----- | ------- | --------- |
| 16 липня | 14:00 | Україна | 3–2     | Нідерланди | 25–21 | 20–25 | 20–25 | 26–24 | 15–13 | 106–108 | P2 Report |
| 17 липня | 17:30 | Україна | 2–3     | Італія     | 15–25 | 20–25 | 25–16 | 25–23 | 10–15 | 95–104  | P2 Report |
| 18 липня | 17:30 | Україна | 0–3     | Сербія     | 22–25 | 19–25 | 17–25 |       |       | 58–75   | P2 Report |
| 20 липня | 14:00 | Україна | 1–3     | Канада     | 21–25 | 27–25 | 29–31 | 21–25 |       | 98–106  | P2 Report |

### Склад
Список гравців, які брали участь у матчах Ліги націй 2025
.
| N° | Спортсмен          | Позиція               | Ігри | Сети | Очки | Ср. | Команда             |
| -- | ------------------ | --------------------- | ---- | ---- | ---- | --- | ------------------- |
| 7  | Юрій Синиця        | Зв'язуючий            | 8    | 28   | 9    | ,   | «Спортінг»          |
| 8  | Дмитро Янчук       | Догравальник          | 12   | 50   | 190  | ,   | «Епіцентр-Подоляни» |
| 10 | Юрій Семенюк       | Центральний блокуючий | 12   | 50   | 142  | ,   | «Проєкт» (Варшава)  |
| 12 | Сергій Євстратов   | Зв'язуючий            | 2    | 3    | 3    | ,   | «Чарні» (Радом)     |
| 13 | Василь Тупчій      | Діагональний          | 12   | 50   | 185  | ,   | «Барком-Кажани»     |
| 14 | Ілля Ковальов      | Догравальник          | 10   | 39   | 137  | ,   | «Барком-Кажани»     |
| 15 | Віталій Щитков     | Зв'язуючий            | 12   | 41   | 14   | ,   | «Епіцентр-Подоляни» |
| 17 | Олександр Бойко    | Ліберо                | 12   | 48   | 0    | 0   | «Епіцентр-Подоляни» |
| 18 | Тимофій Полуян     | Догравальник          | 10   | 24   | 46   | ,   | «Мілон»             |
| 20 | Олександр Наложний | Діагональний          | 5    | 11   | 0    | 0   | «Епіцентр-Подоляни» |
| 21 | Євгеній Кісілюк    | Догравальник          | 6    | 8    | 10   | ,   | ГКС (Катовиці)      |
| 24 | Ярослав Пампушко   | Ліберо                | 2    | 6    | 0    | 0   | «Барком-Кажани»     |
| 25 | Володимир Тевкун   | Діагональний          | 4    | 7    | 1    | ,   | «Пршибрам»          |
| 30 | Андрій Челеняк     | Центральний блокуючий | 3    | 10   | 1    | ,   | «Епіцентр-Подоляни» |
| 33 | Валерій Тодуа      | Центральний блокуючий | 11   | 42   | 44   | ,   | «Бендзін»           |
| 42 | Данило Уривкін     | Діагональний          | 2    | 2    | 2    | ,   | «Епіцентр-Подоляни» |
| 88 | Олександр Коваль   | Центральний блокуючий | 7    | 19   | 18   | ,   | «Епіцентр-Подоляни» |

## Чемпіонат світу
| Дата   | Час   |         | Рахунок |         | Сет 1 | Сет 2 | Сет 3 | Сет 4 | Сет 5 | Всього | Звіт   |
| ------ | ----- | ------- | ------- | ------- | ----- | ----- | ----- | ----- | ----- | ------ | ------ |
| 14 Sep | 14:00 | Україна | –       | Бельгія | –     | –     | –     |       |       | 0–0    | Report |
| 16 Sep | 14:00 | Україна | –       | Алжир   | –     | –     | –     |       |       | 0–0    | Report |
| 18 Sep | 21:30 | Італія  | –       | Україна | –     | –     | –     |       |       | 0–0    | Report |